# Eumannia oxygonaria
Eumannia oxygonaria är en fjärilsart som beskrevs av Rudolf Püngeler 1899. Eumannia oxygonaria ingår i släktet Eumannia och familjen mätare. Inga underarter finns listade i Catalogue of Life.